# Limavady United FC
Limavady United is een Noord-Ierse voetbalclub uit de stad Limavady. De club werd in 1884 opgericht na een fusie van Limavady Alexander en Wanderers.
Tijdens de jaren 1880 haalde Limavady Alexander 2 keer de finale van de beker en verloor beide keren van Distillery FC. In 1886 reisde de club naar Liverpool en versloeg daar Everton FC met 0-1. Na lange tijd als jeugdteam speelde de club in 2003/04 voor het eerst in de hoogste klasse en werd 7de op 16. Het volgende seizoen werd de 5de plaats bereikt, maar de opmars bleef niet duren, in 2006 en 2007 werd Limavady 10de. Degradatie volgde in 2008 en 2019

## Erelijst
- Irish Cup
  - Finalist: 1885, 1886

## Eindklasseringen
| 7 |

| 8 |

| 3 |

| 8 |

| 7 |

| 3 |

| 7 |

| 5 |

| 10 |

| 10 |

| 15 |

| 13 |

| 3 |

| 2 |

| 6 |

| 12 |

| 14 |

| 3 |

| 1 |

| 1 |

| 9 |

| 12 |

| 10 |

| - |

| 4 |

| 4 |

| 1 |

| 4 |

| NIFL Premiership | NIFL Championship | NIFL Premier Intermediate League |

De drie NIFL-divisies hebben in de loop der jaren diverse namen gekend, zie Northern Ireland football league system.